# 뱌르말란드

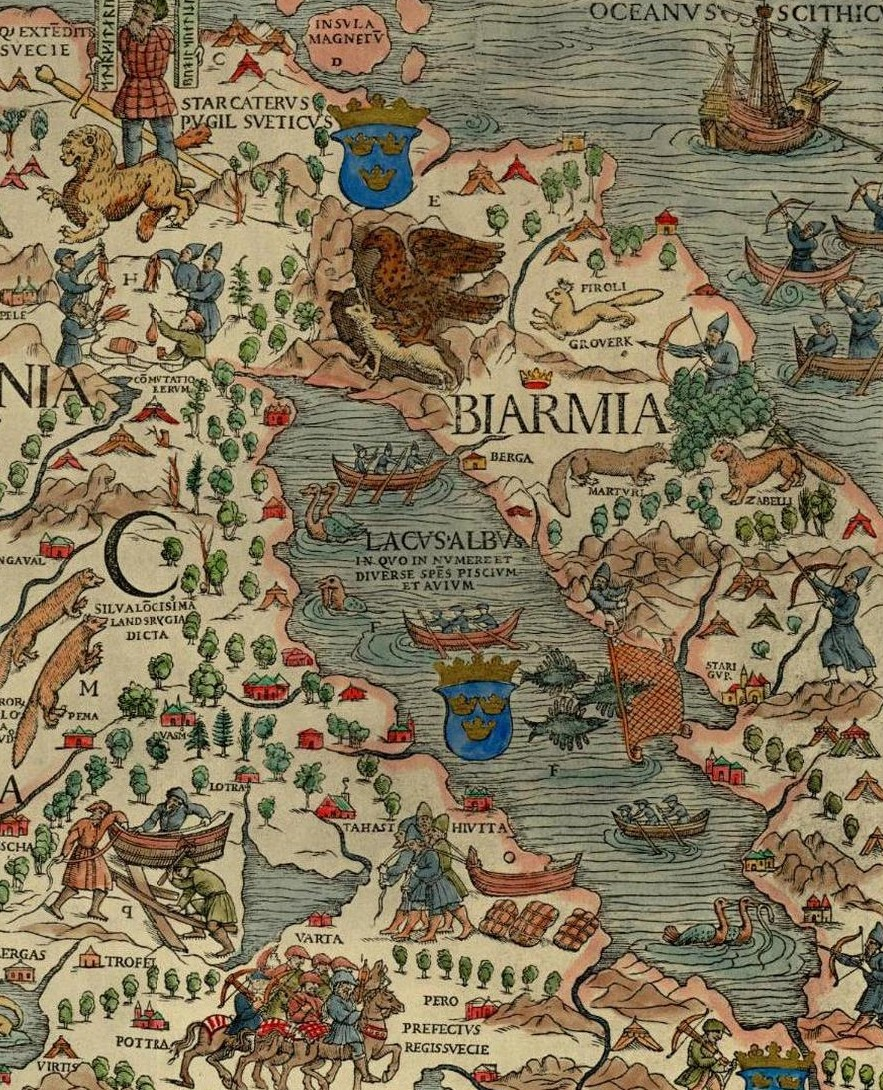
올라우스 마그누스의 카르타 마리나(1539년 제작)에 그려진 "비아르미아(BIARMIA)".

뱌르말란드(고대 노르드어: Bjarmaland, 고대 영어: Beormaland 베오르말란드, 라틴어: Byarmia 비아르미아[*])는 바이킹 시대의 노르드어 사가들에서 언급되며 이후 16세기까지 지리학 관련 자료들에서 발견되는 지명이다. 대개 백해 남해안과 북드비나강 유역 분지 일대를 가리키는 말로 사용되었으며, 즉 오늘날의 러시아 아르한겔스크주 북부에 해당한다.
뱌르말란드의 거주민들은 현재까지 남아있는 민족들과 직접적으로 연관지을 수 없지만 대체로 백해 일대의 핀어 구사 집단의 한 지류였을 것으로 생각된다. 러시아 북부의 지명이나 방언을 살펴보면 핀어 사용 인구가 이 지역에 살았었음을 짐작할 수 있다. 또 원초 연대기들을 보면 이 일대에 핀우그리아어파 언어를 사용하는 집단이 살았다는 언급이 있다.
많은 역사학자들은 노르드어의 "뱌름" 내지 앵글로색슨어의 "베오름"이라는 말이 우랄어 "페름"에서 파생되었을 것이라고 생각한다. "페름"은 "방랑 상인"이라는 뜻이며, 이는 고대 페름인의 문화를 짐작케 한다. 다만 일부 언어학자들은 이 설에 의문을 제기하기도 한다.
뱌르말란드인들은 볼가강을 타고 남동쪽의 볼가 불가르와 교역했으며, 서쪽으로는 발트해 일대를 모험하던 스칸디나비아 및 페노스칸디아인들과 접촉했다.

## 같이 보기
- 빈란드
- 세르클란드
- 스크렐링기